# Abdolnaser Hemmati
Abdolnaser Hemmati (en persan : عبدالناصر همتی), né le 9 avril 1957 à Kabudarahang, est un homme politique et économiste iranien, ministre de l'Économie et des Finances depuis 2024.
De 2018 à 2021, il est gouverneur de la Banque centrale d'Iran.
Il est candidat réformiste à l'élection présidentielle de 2021, soutenu par le Parti des cadres de la construction.

## Biographie

### Formation
En 1978, il obtient une licence en économie à l'Université de Téhéran, puis une maîtrise (1988) et un doctorat (1993) dans la même discipline. Il étudie, dans le cadre de sa thèse, à l'université de Londres en 1991.

### Carrière professionnelle
Il est successivement vice-président de la Radio-télévision de la République islamique d’Iran (1989-1994), gouverneur de l'Assurance centrale d'Iran (1994–2006 et 2016–2018), directeur général de la Sina Bank (en) (2006–2013) et de la Bank Melli Iran (2013–2018). En juin 2018, il devient ambassadeur d'Iran en Chine, avant d'être rappelé un mois plus tard pour diriger la banque centrale d'Iran.
Abdolnaser Hemmati est membre du Parti des cadres de la construction.

### Candidature à l'élection présidentielle de 2021
Lors de la campagne pour l'élection présidentielle de 2021, ses performances pendant les débats et l'interview donnée à la télévision par sa femme attire sur lui une certaine attention. Défenseur de l'ouverture économique du pays, il promeut le retour à l'accord de Vienne sur le nucléaire iranien, ainsi que la ratification des normes du Groupe d'action financière, préalable à la réinsertion des banques iraniens dans le système monétaire international.
Le 15 juin 2021, seulement trois jours avant le scrutin, il obtient le soutien du Parti des cadres de la construction, l'un des principaux partis réformistes.